# Stanetinci (Sveti Jurij ob Ščavnici, Slovenija)
Stanetinci je naselje u slovenskoj Općini Svetom Juriju ob Ščavnici. Stanetinci se nalazi u pokrajini Štajerskoj i statističkoj regiji Pomurju. 

## Stanovništvo
Prema popisu stanovništva iz 2002. godine naselje je imalo 95 stanovnika.